# Rosmery Mollo
Rosmery Mollo Mamani (nascida na Bolívia) é uma ativista da etnia aimará e enfermeira da Bolívia, que trabalha no campo da saúde sexual e reprodutiva. Em 2013, seu trabalho foi reconhecido com o prêmio BBC 100 Women.

## Vida pessoal
Rosmery Mollo Mamani nasceu em uma comunidade indígena na província de Ingavi, na Bolívia. Aos 19 anos, mudou-se para La Paz. Ela tem duas filhas.

## Carreira
Rosmery é uma enfermeira e educadora de saúde sexual e reprodutiva da etnia aimará. Ela estudou enfermagem na Universidad Católica Boliviana, em La Paz, capital administrativa da Bolívia. Seus pais a encorajaram a se tornar enfermeira, financiando sua educação, e sua mãe cuidou do filho de Rosmery enquanto ela estava fora. Posteriormente, ela trabalhou no projeto de saúde pública Warmi, com sede em Calamarca, que visava reduzir a mortalidade materna de mulheres indígenas. Durante os dez anos de liderança de Rosmery, o projeto se expandiu e incluiu a instalação de estufas, permitindo que as mulheres produzissem mais alimentos para suas famílias. Foi um dos esforços bolivianos mais bem-sucedidos na redução da mortalidade materna, mas seu financiamento de 10 anos pelo Banco de Desenvolvimento da América Latina (CAF) terminou em 2015 e não foi renovado.

## Prêmios e reconhecimento
- 2008 - Seu trabalho foi reconhecido pela Organização Pan-Americana da Saúde.[4]
- 2013 - Reconhecida com o prêmio BBC 100 Women.[5]